# Manuel Ángel Aguilar Belda
Manuel Ángel Aguilar Belda (Bienservida, Albacete, 16 de mayo de 1949-Madrid, 3 de noviembre de 2015) fue un político español, miembro del Partido Socialista Obrero Español (PSOE).
Licenciado en Psicología y Pedagogía, fue Consejero de Sanidad y Bienestar Social de la Junta de Comunidades de Castilla-La Mancha en 1983, al tiempo que era Concejal del Ayuntamiento de Albacete (1983-1987).
En la II y VII Legislatura de España fue diputado por la provincia de Albacete al Congreso:
- Vocal Comisión de Política Social y de Empleo desde el 15/02/1984 al 23/04/1986
- Vocal Comisión del Defensor del Pueblo desde el 26/07/1983 al 22/02/1984

En el tiempo intermedio fue Senador (III, IV, V y VI Legislatura desde 1986 hasta 2000):
- Comisiones
  - VOCAL. COMISIÓN ESPECIAL SOBRE LA ORDENACIÓN DEL SERVICIO FARMACÉUTICO (10/09/1996 al 20/11/1997)
  - VOCAL. COMISIÓN ESPECIAL PARA EL ESTUDIO DE LA REFORMA CONSTITUCIONAL DEL SENADO (06/11/1996 al 25/11/1997)
  - VOCAL. COMISIÓN DE REGLAMENTO (14/05/1996 al 18/01/2000)
  - VOCAL. COMISIÓN DE TRABAJO Y SEGURIDAD SOCIAL (14/05/1996 al 19/04/1999)

- Grupos Interparlamentarios Bilaterales
  - PRESIDENTE. DELEGACIÓN ESPAÑOLA EN EL GRUPO DE AMISTAD CON LA ASAMBLEA NACIONAL DE VENEZUELA (02/12/1997 al 22/03/2000)
  - VOCAL TITULAR. DELEGACIÓN ESPAÑOLA EN EL GRUPO DE AMISTAD DE LAS CORTES GENERALES CON EL CONGRESO NACIONAL DE CHILE (17/02/1998 al 22/03/2000)

Fue miembro suplente de la Diputación Permanente del Senado primero y Vicepresidente después, además de Secretario Primero y Vicepresidente de la Mesa del Senado. 
Está en posesión de la Gran Cruz del Mérito Civil.